# Ga Dongo
Ga Dongo (Tiếng Hàn: 동오역, Hanja: 東梧驛) là ga của Tuyến U ở Shingok-dong, Uijeongbu, Gyeonggi-do, Hàn Quốc.

## Bố trí ga
| Uijeongbu Jungang ↑ |
| \| １               |
| ↓ Saemal            |

| １ | ●Tuyến Uijeongbu | ← Hướng đi Balgok                                                   |
| ２ | ●Tuyến Uijeongbu | → Hướng đi Sân ga tạm thời tại Depot đường sắt hạng nhẹ Uijeongbu → |

## Liên kết
- (tiếng Hàn) Thông tin ga Lưu trữ ngày 29 tháng 11 năm 2014 tại Wayback Machine từ Uijeongbu LRT Co. LTD.